# البئر الجديد
البئر الجديد مدينة مغربية أُنشئت في عام 1926 م تحت اسم (بالفرنسية: Saint Hubert)‏ بطلب من مستثمر فرنسي.[بحاجة لمصدر] تقع على بعد 45 كيلومتر جنوب الدار البيضاء و50 كلم شمال مدينة الجديدة، تتمركز مدينة البئر الجديد على الطريق الوطنية رقم 1، وتمتاز بكونها ذات جو معتدل ورطب لتواجدها قريبا من الساحل الأطلسي إذ لا تبعد عنه سوى بـ14 كم تقريبا كما تزخر بمؤهلات اقتصادية هائلة لكن غياب إشعاع للمنطقة والتعريف بها أثر بشكل أو بآخر على الوضع الاقتصادي والاجتماعي للمدينة.بالإضافة الى كونها مدينة لازالت متشبتة بالطقوس القديمة حيت ان معظم سكانها يشتغلون في مجال الفلاحة بالرغم انها تحتوي على عقول ناشئة يمكنها ان تغير واقع المدينة الى الأبد

## التسمية
ومن أشهر سكانها الأصليين «المهارزة» نسبة إلى أحد شيوخ المنطقة الملقب بـ«أبو مهراز» لأنه كان يضع على رجله المبتورة قالبا خشبيا على شكل «مهراز» وهم الذين أطلقوا على هذه المدينة اسم «البئر الجديد» نسبة إلى بئر حُفر وسط المدينة قرب مقر حزب الاستقلال يرده الناس ويملؤون قربهم من مياهه.
وأقرب مدينة إلى البئر الجديد هي مدينة أزمور بالإضافة إلى مدينة السوالم.